# Форто (район)
Форто — район зоби (провінції) Гаш-Барка, що в Еритреї. Столиця — місто Форто.